# Туристичка организација општине Бач
| Туристичка организација општине Бач |                                    |
|                                     |                                    |
| Оснивач:                            | Општина Бач                        |
| Основана:                           | 2006.                              |
| Директор                            | Марина Балабан                     |
| Седиште:                            | Трг Зорана Ђинђића 4, · Бач Србија |
| Веб презентација                    | http://www.turizambac.rs/          |
| Контакт:                            | 021/6072-222                       |

Туристичка организација општине Бач основана је 2006. године са циљем развоја, унапређења и промоције туризма у општини Бач.
Током године Туристичка организације узима учешће на многим међународним домаћим и страним Сајмовима како би домаћем и иностраном тржишту била презентована целокупна туристичка понуда општине Бач. Најзначајније атракције које уједно сачињавају и туристичку понуду су: 
- средњовековна Бачка тврђава,
- Фрањевачки самостан,
- остаци Турског купатила,
- манастир Бођани,
- етно-куће и етно поставке које чувају богату традицију народа на овим просторима,
- језеро Провала са пешчаном плажом и кампом, многобројни угоститељски објекти, чарде на Дунаву.

Туристичка организација општине Бач такође пружа услуге водича за организоване И индивидуалне посете као и помоћ у креирању програма за туристичке обиласке, организатор је многобројних дешавања и манифестација током године.